# أتف

تاج الأتف

أتف هو التاج الأبيض المصنوع من الريش لـ إله مصر القديمة أوزوريس. فهو يجمع بين التاج الأبيض لمصر العليا، مع ريش النعامة الأحمر المجعد على جانبي التاج لعبادة أوزوريس. يُعرف الريش على أنه نعامة من تجعيده أو منحنى عند الأطراف العليا، مع توهج طفيف باتجاه القاعدة. هم نفس الريش (فردي) الذي يرتديه ماعت. يمكن مقارنتها مع ريش ذيل الصقر في التيجان ذات الريشتين مثل تلك الخاصة بـ آمون، وهي أضيق وأكثر استقامة بدون منحنى.
يميز تاج الأتف أوزوريس في الرسم المصري القديم. أوزوريس يرتدي تاج الأتف كرمز لحاكم العالم السفلي. القطعة البيضاء المنتفخة الطويلة في وسط التاج بين ريشتين من ريش النعام. يمثل الريش الحقيقة والعدالة. تاج الأتف هو مشابه، باستثناء الريش، للتاج الأبيض البسيط لمصر العليا المستخدم في فترة ما قبل الأسرات ولاحقًا كرمز لملك مصر العليا.

## رمزيته
ظهر تاج الأتف منذ عصر المملكة المصرية القديمة، وكان شعارًا للعديد من الملوك والآلهة، مثل خنوم، أوزوريس، حورس. في كتاب الموتى  يُقال أن أوزوريس حصل على تاج الأتف كرمز لحكم الأرض. نظرًا لأن تاج الأتف كان يرمز أيضًا إلى الحكم على مصر العليا ومصر السفلى، وقد يحل أيضًا محل التاج المزدوج في مناسبات معينة.
المعدات الأساسية لتاج الأتف هي مزيج من التاج الأبيض لمصر العليا مع ريشة نعام ماعت على كل واحدة الجانب، مكمل اختياريًا بقرني كبش، أو كما هو الحال منذ المملكة المصرية الحديثة، بـ الصل. إنه يشبه إلى حد بعيد تاج أوزوريس في هيكله ومظهره.